# Delara Burkhardt
Delara Burkhardt (ur. 3 listopada 1992 w Hamburgu) – niemiecka polityk, deputowana do Parlamentu Europejskiego IX i X kadencji.

## Życiorys
W 2012 zdała egzamin maturalny w Ahrensburgu. W 2016 ukończyła studia pierwszego stopnia z zakresu socjologii i politologii na Uniwersytecie Chrystiana Albrechta w Kilonii, następnie podjęła studia magisterskie z ekonomii społecznej na Uniwersytecie Hamburskim. Pracowała w centrali związkowej DGB, później w agencji zajmującej się komunikacją korporacyjną.
W 2009 wstąpiła do Socjaldemokratycznej Partii Niemiec. W 2015 objęła funkcję jednej z wiceprzewodniczących jej organizacji młodzieżowej Jusos. W wyborach w 2019 z listy SPD uzyskała mandat eurodeputowanej IX kadencji. Z powodzeniem ubiegała się o poselską reelekcję w 2024.
W 2021 objęła patronatem Kaciarynę Andrejewą, białoruskiego więźnia politycznego.